# Teresa Pintos
Teresa Pintos fue una actriz argentina de reparto.

## Carrera
Joven actriz de la época de oro del cine argentino, surgió de un concurso organizado por Chas de Cruz a fines de los 1940. A mediados de la década siguiente protagonizó uno de los episodios de Con el más puro amor, aunque cuando ésta se estrenó como complemento más de una década después de haberse filmado, dicho segmento fue eliminado.
En cine trabajó bajo la dirección de grandes como Carlos Hugo Christensen, Carlos Schlieper, Mario C. Lugones, Benito Perojo,  Luis José Moglia Barth, Leopoldo Torre Nilsson, entre otros. Debuta en 1945 con La señora de Pérez se divorcia, protagonizada por Mirtha Legrand y Juan Carlos Thorry. Su última película, Con el más puro amor, la compartió con un amplio elenco en las que se encontraban Mario Fortuna, Ricardo Trigo, José Cibrián,  Ana María Campoy, Alba Mujica, Pascual Nacaratti, Domingo Alzugaray y Beatriz Bonnet
Ya a fines mitad de la década de 1950 se alejó del medio artístico.

## Filmografía
- 1955: Con el más puro amor.
- 1954: Dringue, Castrito y la lámpara de Aladino.
- 1953: La Tigra
- 1953: Intermezzo criminal
- 1950: El zorro pierde el pelo.
- 1948: La novia de la Marina.
- 1948: La serpiente de cascabel
- 1948: Por ellos... todo.
- 1945: La señora de Pérez se divorcia.[1]

## Teatro
- 1948: Señora Arroyo Precioso, junto a Eduardo Ariel, Francisca Cabrejas, Mario José Carbajal, Mabel Doran, Esperanza García, Susana Gilard, Norma Giménez, Fernando Labat, Liana Lombard, Linda Lorena, Beatriz Maselli, Julia Maselli, Héctor Massey, Fernando Morán, Delia Morín, José Nágera, Raúl Pirosanto, Ricardo Raimondi, Sara Rantería, Ricardo Ray, Alberto Rinaldi y Raúl Terreni.[2]